# Irena Szewińska
Irena Szewińska (dekliški priimek Kirszenstein), poljska atletinja, * 24. maj 1946, Leningrad, Sovjetska zveza, † 29. junij 2018, Varšava.
Irena Szewińska je v petih nastopih na poletnih olimpijskih igrah osvojila tri zlate ter po dve srebrni in bronasti medalji. Naslove olimpijske prvakinje je osvojila v štafeti 4x100 m, teku na 200 m in teku na 400 m. Na evropskih prvenstvih je osvojila pet zlatih, eno srebrno in štiri bronaste medalje. Evropska prvakinja je postala dvakrat v teku na 200 m ter po enkrat v skoku v daljino, štafeti 4x100 m in teku na 100 m. Dvakrat je postavila ali izenačila svetovni rekord v teku na 100 m ter štirikrat svetovni rekord v teku na 200 m. 16. novembra 2013 je bila sprejeta v Mednarodni atletski hram slavnih.